# Myckelmyrberget
Der Myckelmyrberget ist ein 577,7 möh. hoher Berg in Nordschweden. Er liegt in der schwedischen Provinz Västernorrlands län und gehört zur Ortschaft Alby in der Gemeinde Ånge. Der Myckelmyrberget gilt als höchster Berg der historischen Provinz Medelpad.